# Domingo Larosa
Domingo Larosa (20 de diciembre de 1929, Rosario - 8 de mayo de 2004, Córdoba) fue un jugador de fútbol que se desempeñó como mediocampista en el Club Atlético Rosario Central.

## Trayectoria
Surgido de las divisiones inferiores de Rosario Central, a los 19 años fue incluido en el plantel de Primera División que disputó el Campeonato de Primera División 1948. Ese año fue alineado en el once titular en las dos última fechas del torneo. 
En la fecha 29, debutó en Primera División con la derrota de su equipo por 2 a 1 como visitante ante Chacarita Juniors.
Días más tarde y en el cierre del campeonato, jugó el clásico rosarino en el Estadio Gigante de Arroyito. Ese día, Rosario Central venció a su clásico rival por 3 a 2.
Al año siguiente y pese formar parte nuevamente del plantel profesional del equipo rosarino, tan solo participó en dos encuentros amistosos con equipos de la Ciudad de Santa Fe: empate 0 a 0 ante Unión y victoria por 2 a 1 frente a Colón.
| Club                          | País      | Año       | PJ | Goles |
| ----------------------------- | --------- | --------- | -- | ----- |
| Club Atlético Rosario Central | Argentina | 1948-1949 | 2  | 0     |